# ...ka Nebnanati
...ka Nebnanati (fl. XVIII-XVII secolo a.C.) è stato un sovrano egizio, inserito nella XIV dinastia, di cui si conosce solo tale parte del suo nome.

## Biografia
Questo sovrano, come molti altri della stessa dinastia, è conosciuto solamente attraverso il Canone Reale.
Nel testo il cartiglio è seguito da
| nb · n | n · G1 | U33 | i | D54 |

nb n n 3 tj - Nebnanati, Signore di....

L'aggiunta di tale precisazione potrebbe essere legata alla circostanza che questo sovrano abbia regnato solamente su un'area ristretta che però non risulta identificabile.

## Liste Reali
| HASH | D28 | G7 |

| HASH | D28 | G7 |

| HASH | D28 | G7 |

| HASH | D28 | G7 |

| HASH | D28 | G7 |

| HASH | D28 | G7 |

| HASH | D28 | G7 |

| HASH | D28 | G7 |

## Cronologia
| Periodo                    | Dinastia | periodo di regno                            |
| Secondo periodo intermedio | XIV      | tra il 1720 a.C. e il 1630 a.C. (± 50 anni) |

| predecessore: ...ren Hepu | Signore del Basso e dell'Alto Egitto | successore: ...ka Bebenem |

| Dinastie contemporanee | Capitale |
| XIII                   | Ity Tawy |